# 센타우루스자리 V766
센타우루스자리 V766 또는 HD 119796, HR 5171은 센타우루스자리 방향으로 지구로부터 약 11,700 광년 떨어진 곳에 있는 황색 극대거성이다. 이 별의 분광형은 Chesneau의 연구에 따르면 G8Ia+에서 K3Ia+까지 불규칙하게 변한다. 이 별은 반지름이 지금까지 알려진 황색 초거성 중 가장 큰데, 그 이유는 대부분이 가까이 붙어 있는 짝별과의 상호작용 때문이다. 황색 초거성은 매우 희귀하며 다른 종류의 항성에 비해 아직 충분한 연구가 이루어지지 않았다.
여러 천문대에서 이 별을 관측하여 V766이 식쌍성계임을 알아냈다. V766의 근접 동반성은 주성을 1300일 주기로 1회 돈다. 이들 근접쌍성을 다시 멀리서 돌고 있는 B형 짝별이 있다.

## 사진첩

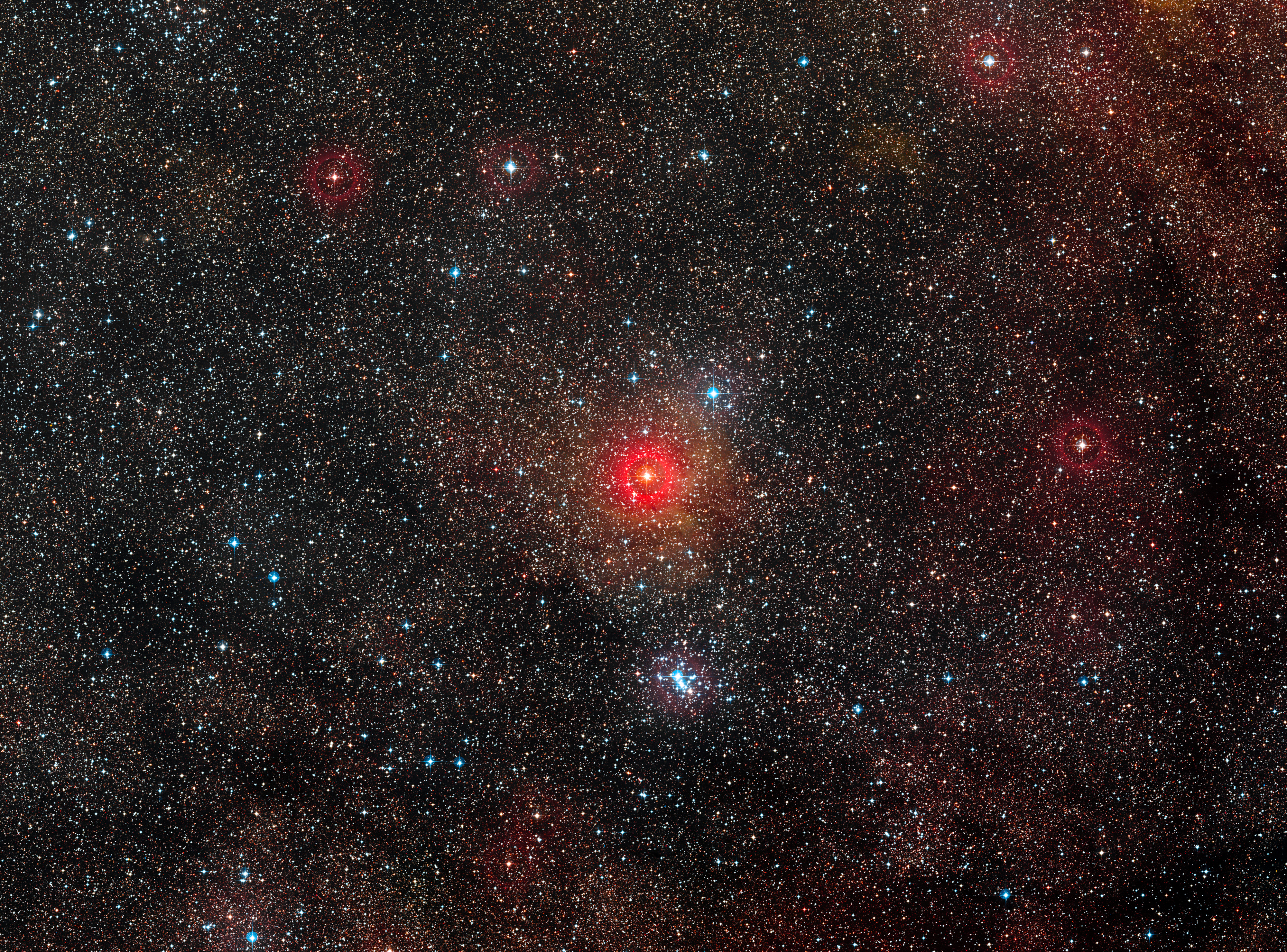
망원경으로 찍은 센타우루스자리 V766과 그 주변.